# Malaguti Password
Il Malaguti Password è uno scooter di dimensioni medio-grandi prodotto dalla casa motociclistica Malaguti dal 2005 al 2011.

## Il contesto
Lo sviluppo del nuovo scooter medio a ruota alta della Malaguti viene avviato nel fine 2003 e l’intero progetto è costato oltre 5 milioni di euro ed è durato 18 mesi; nel maggio del 2005 viene presentato ufficialmente al pubblico il Password.
Le vendite partono immediatamente in Italia. Disponibile con il solo motore 250 Yamaha (prodotto in Italia dalla Minarelli) eroga 20,8 Cv a 7.500 giri/min ed è omologato secondo la normativa Euro 2. Le sospensioni anteriori sono del tipo a forcella idraulica con steli da 35 mm mentre al posteriore viene adottato il doppio ammortizzatore regolabile, l’impianto frenante è composto da un disco anteriore da 270 mm e uno posteriore da 240 mm. La sella possiede una altezza da terra pari a 778 mm, l’interasse misura 1.484 mm.
Le ruote sono da 16 pollici, gli pneumatici di tipo tubeless hanno le dimensioni all'anteriore da 110/70/16 e al posteriore da 140/70/16. Il peso è di 162 kg.
Nel maggio del 2007 il motore viene omologato Euro 3.
La produzione termina nell'aprile del 2011 in seguito alle difficoltà finanziarie della casa madre.